# ガブリエラ・ギマラエス
ガブリエラ・ブラガ・ギマラエス（ポルトガル語: Gabriela Braga Guimarães、1994年5月19日 - ）は、ブラジルの女子バレーボール選手。愛称はガビ。ブラジル代表。

## 来歴
1994年、ブラジル・ベロオリゾンテ出身。
2010年、ユースのブラジル代表として同年のユース南米選手権で優勝に貢献し、自身もMVPとベストスパイカー賞を受賞した。2011年8月のユース世界選手権でベストスコアラー賞を受賞した。
2012年、シニアのブラジル代表に初選出される。同年6月のワールドグランプリのポーランドラウンドで代表デビューした。
2013年、世代交代を推進した代表の新たなエースに抜擢され、同年8月のFIVBワールドグランプリでレギュラーとして活躍し、優勝を果たした。現在はブラジルスーパーリーグのレクソーナ・アデスに所属し、世界クラブ選手権などに出場した。
2014年、世界選手権で三大大会初出場を果たし、銅メダルを獲得した。2015年、南米選手権で優勝に大きく貢献し、自身もMVPとベストアウトサイドヒッター賞を受賞した。2016年のリオ五輪に出場した。
2017年のグラチャンで銀メダルを獲得した。2019年ネーションズリーグでベストアウトサイドヒッター賞を受賞した。2021年開催の東京2020オリンピックでは銀メダルを獲得した。
2022年、ネーションズリーグで銀メダルを獲得し、自身もベストアウトサイドヒッター賞を受賞した。世界選手権でも銀メダルを獲得し、ベストアウトサイドヒッター賞を受賞した。

## 球歴
- オリンピック - 2016年、2021年、2024年
- 世界選手権 - 2014年、2018年、2022年
- ネーションズリーグ - 2018年、2019年、2021年、2022年
- 南米選手権 - 2015年、2021年
- ワールドカップ - 2019年
- グラチャン - 2017年
- ワールドグランプリ - 2013年、2014年、2015年、2016年

## 所属クラブ
- レクソーナ・アデス（2012-2018年）
- ジェルダウ・ミナス（2018-2019年）
- ワクフバンクSK（2019-2024年）
- イモコ・コネリアーノ

## 受賞歴
- 2010年 ユース南米選手権　MVP、ベストスパイカー賞
- 2011年 ユース世界選手権 ベストスコアラー賞
- 2015年 南米選手権 MVP、ベストアウトサイドヒッター賞
- 2017年 世界クラブ選手権 ベストアウトサイドスパイカー賞
- 2018年 世界クラブ選手権　ベストアウトサイドヒッター賞
- 2019年 ネーションズリーグ ベストアウトサイドヒッター賞
- 2021年 ネーションズリーグ ベストアウトサイドヒッター賞
- 2021年 南米選手権 MVP
- 2022年 ネーションズリーグ ベストアウトサイドヒッター賞
- 2022年 世界選手権 ベストアウトサイドヒッター賞